# St. Hilarius (Bollschweil)

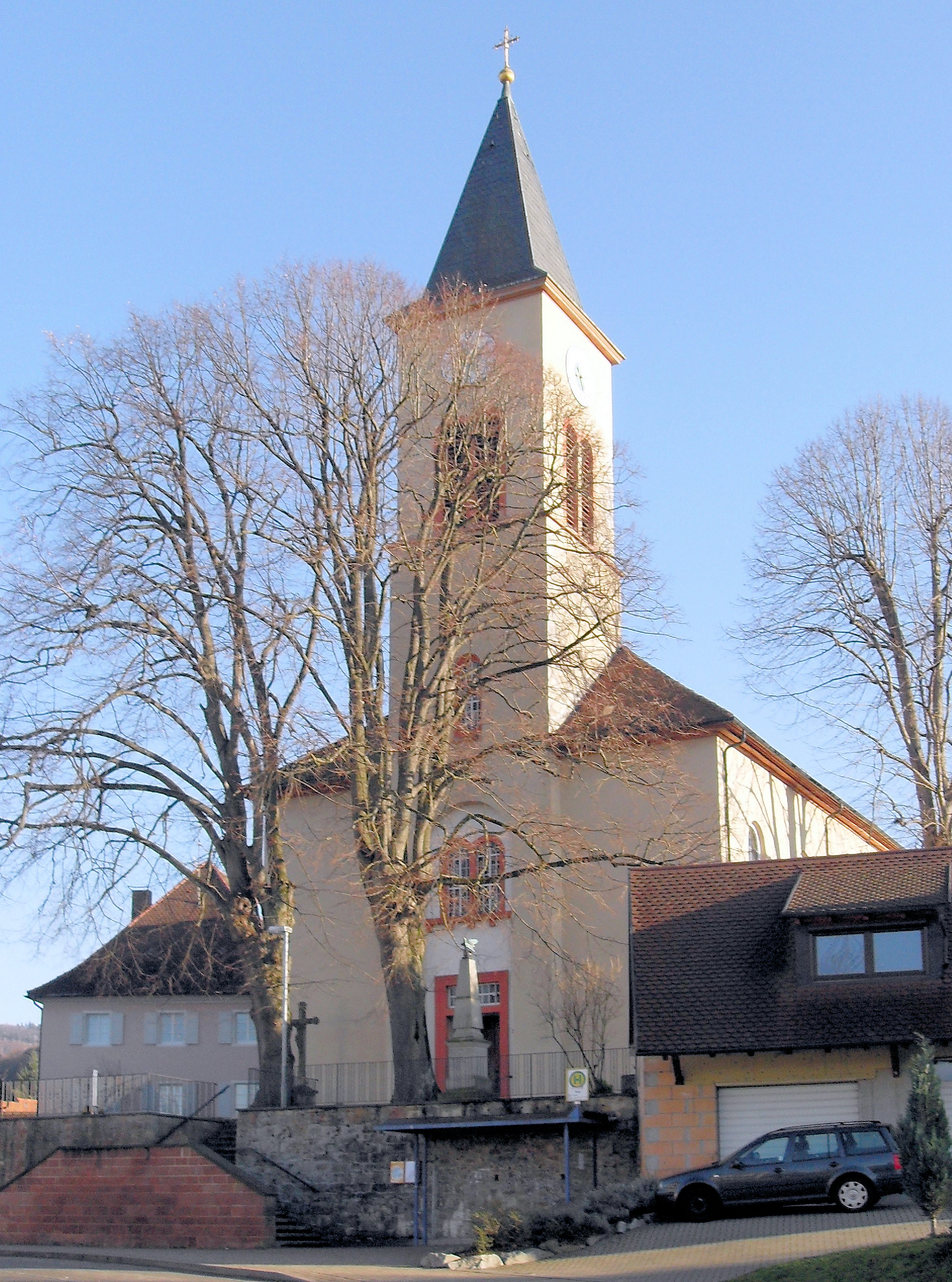
St. Hilarius (Westansicht)

St. Hilarius ist die römisch-katholische Pfarrkirche von Bollschweil, einem Ort im Hexental südlich von Freiburg im Breisgau. Die Pfarrgemeinde ist Teil der Seelsorgeeinheit Batzenberg – Obere Möhlin  des Erzbistums Freiburg. Die Kirche wurde 1839 bis 1842 von Hans Voß, einem Schüler Friedrich Weinbrenners, im Stil von Weinbrenners Klassizismus erbaut. Sie war Voß’ letzter Kirchenbau. Die Innenausstattung in der Art des Historismus mit starker Prägung durch die nazarenische Kunst des frühen 19. Jahrhunderts stammt aus den Jahren 1888 bis 1902. Sie hat, seltener Fall, die „Modernisierungs-“, vor allem Purifizierungskampagnen des 20. Jahrhunderts überstanden, die drastisch etwa St. Blasius in Buchenbach trafen. Geschichte und Kunst der Kirche hat besonders der Merdinger Lehrer und Kunsthistoriker Hermann Brommer erforscht.

## Geschichte
Bollschweil ist wahrscheinlich das 838 genannte Puabilinisvilare, wo ein Geistlicher seinen Besitz dem Kloster St. Gallen schenkte. 1147 begegnet die Namensform Buolswilare. Die Lebensbeschreibung des heiligen Ulrich von Zell, Gründers des Priorats Sankt Ulrich im Schwarzwald, berichtet, er habe Ende des 11. Jahrhunderts, kurz vor seinem Tod, in Bollschweil ein Frauenkloster eingerichtet. Es wurde 1115 nach Sölden verlegt. Die Geistlichen für Bollschweil kamen weiter aus St. Ulrich im Schwarzwald, vom 16. Jahrhundert an, nachdem St. Ulrich dem Kloster St. Peter auf dem Schwarzwald inkorporiert worden war, von dort. Ab 1771 übten nur noch Weltgeistliche die Seelsorge aus. Vögte für die Klöster waren seit dem 13. Jahrhundert Mitglieder der aus Freiburg im Breisgau stammenden Patrizierfamilie Schnewlin, die seit dem 15. Jahrhundert von den Habsburgern, ab 1806 von den Großherzögen von Baden mit der Ortsherrschaft belehnt wurden, im Bollschweiler „Schloss“ nördlich der Hexentalstraße residierten, sich seit dem 17. Jahrhundert Freiherren von Bollschweil nannten und 1837 mit einem Franz Anton Schnewli Bernlapp von Bollschweil ausstarben. Ihre Nachfolger würden über die Freiherrn von Berstett die Freiherrn von Holzing-Berstett, die das „Schloss“ bis heute (2015) besitzen.
Im Jahr 1147 ist von einer Kirche St. Hilarius die Rede, die dem Kloster St. Ulrich gehörte. Anfang des 19. Jahrhunderts wird berichtet, 1264 sei dem heiligen Sebastian ein Altar geweiht worden; ferner, die Kirche habe noch 1630 bestanden; sowie: „Viele Grabsteine der Edlen von Bollschweil erinnerten im Kircheninneren auch an Stiftungen“.
1940 wurde Anton Maria Fränznick Pfarrer an St. Hilarius. Er wurde 1942 in das nationalsozialistische Konzentrationslager Dachau transportiert, wo er 1944 starb.

## Die Geschichte in den Worten von Marie Luise Kaschnitz
Marie Luise Kaschnitz, eine geborene von Holzing-Berstett, die nach dem Zweiten Weltkrieg zeitweise auf ihrem Familiengut in Bollschweil lebte und hier begraben ist, hat in ihrer berühmtesten Erzählung, Beschreibung eines Dorfes, womit Bollschweil gemeint ist, „den Schock des Untergangs der alten dörflichen Welt“ gestaltet und zu St. Hilarius geschrieben:

„Der Kirche des Dorfes werde ich mich noch zuwenden, dieser kaum hundertjährigen Kirche, von deren Vorgängerin rätselhafterweise niemand auch nur vom Hörensagen weiß. Der steilen Treppe, die auf das Portal zuführt, den alten Grabsteinen und den Linden, in deren Schatten am Sonntag die Männer stehen, während die Frauen drinnen beten, auch fürs bucklige Männlein mitbeten, nur Geburt, Hochzeit und Tod sind die alten heiligen Stationen, da treten auch die Männer noch ein
über den heiligen Hilarius werde ich sprechen, den Schutzpatron der Kirche, den vornehmen Bischof aus Poitiers
vielleicht auch über die irischen und schottischen Mönche, die das Christentum in den Breisgau brachten, den heiligen Trudpert, der beim Waldroden und Predigen von zwei Knechten erschlagen wurde
und den heiligen Ulrich, der mit dem Kaiser Heinrich III. nach Rom und ins Heilige Land zog, in das Kloster Cluny eintrat und dann in den Breisgau kam und bei der Zelle des Einsiedlers Vittmar das Kloster zu St. Ulrich gründete
auch über das 1076 gegründete Frauenkloster in Bolisvilere, das 1105 nach Sölden verlegt wurde und über das im Tal einige skandalöse Geschichten umgehen
über die Jünger am Ölberg, große, ungeschlachte Gestalten, im ehemaligen Kirchhof des Dorfes in eine künstliche Grotte gestellt, wo sie das Haupt auf die Brust neigen und schlafen ihren klotzigen Holzschlaf
gegenüber einer einzelnen, neuen Grabstätte, der des schon erwähnten früheren Pfarrers, der, weil er der Frau eines SS-Mannes das Sakrament der Ehe gespendet hat, nach Dachau gekommen ist und dort, angeblich durch eine Verstopfung seiner Lungen mit dem Staub der von Häftlingen gesammelten Heilkräuter, gestorben ist
wobei wir uns schlafend stellten wie die hölzernen Jünger mit dem Haupt auf der Brust.“

Anders als Kaschnitz meinte, gibt es Nachrichten über die Vorgängerkirche (siehe oben).

## Baugeschichte
Zu Beginn des 19. Jahrhunderts drängte das Bistum Konstanz wegen des „gefahrdrohenden und elenden Zustandes der Pfarrkirche“ auf einen Neubau. Da das Kirchenpatronat mit seinen Rechten und Pflichten noch beim Kloster St. Peter lag, war das Großherzogtum als dessen Rechtsnachfolger baupflichtig. Es kam der Pflicht nach und beauftragte 1836 Voß mit Planung und Kostenvoranschlag. Erst Voß’ zweiter Entwurf von 1838 überzeugte. In einer Scheune wurde eine Notkirche eingerichtet und am 17. August 1839 der Grundstein zum Neubau gelegt. 1841 bis 1842 schuf der Freiburger Schreiner Franz Sales Glänz drei Altäre und eine Kanzel und der Freiburger Franz Joseph Merklin (1788–1857) eine Orgel; bis auf die Kanzel sind diese Ausstattungsstücke heute durch neue ersetzt. Am 28. Oktober 1844 wurde die Kirche feierlich geweiht.
Die historistische Umgestaltung regte Pfarrer Arsenius Melos (1825–1910) an. Die Kirche leide unter dem „Mangel eines einigermaßen entsprechenden Hochaltars und sonstiger geeigneter Ausschmückung <…>; so daß sie den Eindruck eines leeren, kahlen, überflüssig hohen Raumes, höchst wenig den eines katholischen Gotteshauses“ mache. Den Altartisch und Tabernakel hielt Melos für einen „angestrichenen Bretterkasten“. Man begann 1880 mit einem neuen Hochaltar von Franz Joseph Simmler (1846–1926), dem damaligen Leiter der Kunstwerkstätte Marmon in Sigmaringen und später in Offenburg selbständigem Altarbauer. Es folgten bis 1902 ein neuer Boden, neue Dekorationsmalereien, neue Fenster sowie Gemälde, 1901/02 Seitenaltäre von Franz Joseph Simmler.

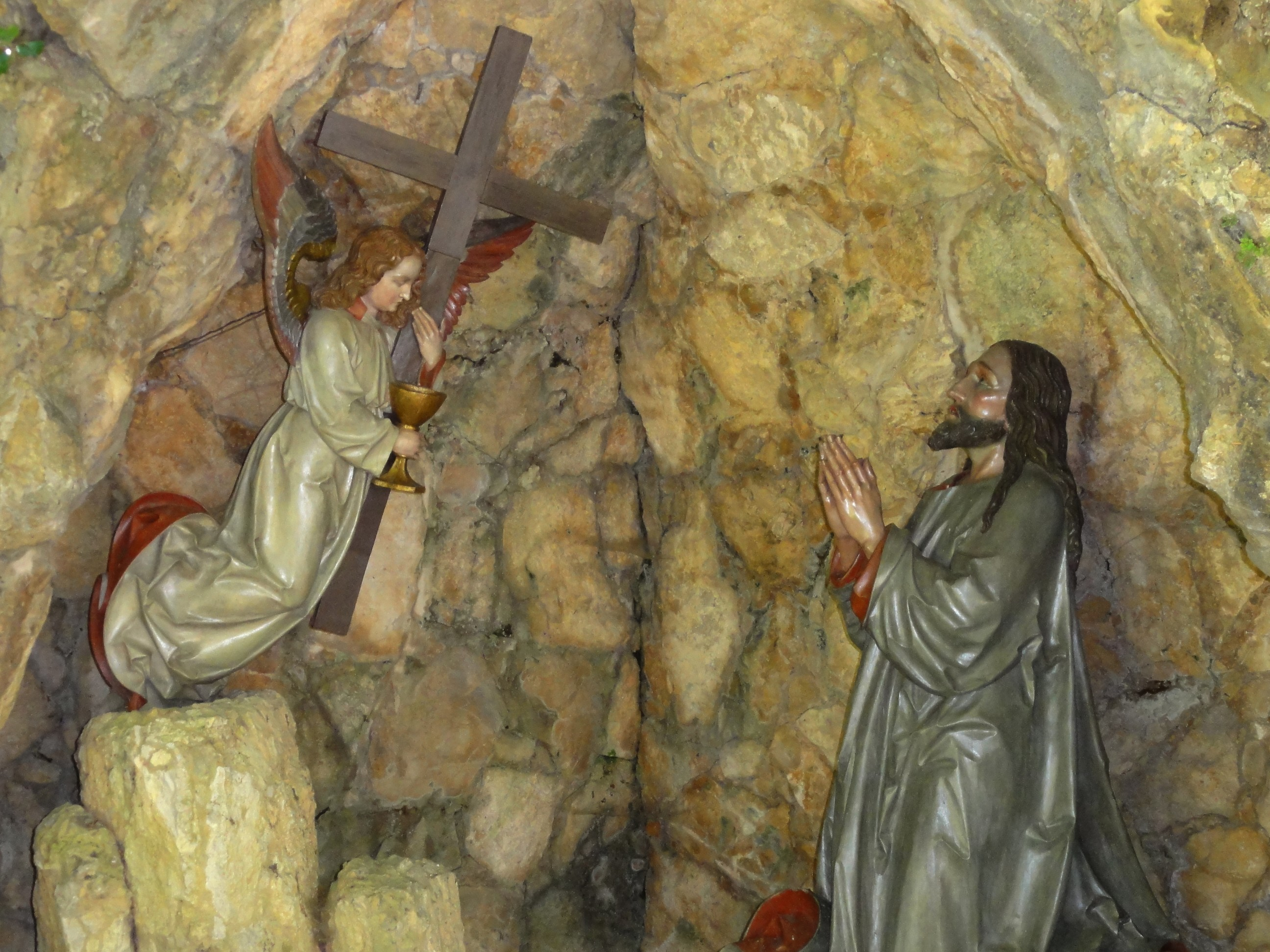
Pfarrer Fränznicks Ölberg

Unter Pfarrer Fränznick wurde der von Marie Luise Kaschnitz erwähnte Ölberg aufgestellt. 1956 bis 1957 wurde das Innere restauriert, 1970 eine Stützmauer und eine neue Treppenanlage errichtet. 1982 bis 1983 erfolgte eine Gesamtrenovierung. Dabei erhielt St. Hilarius eine ursprünglich von dem Heilbronner Orgelbauer Johann Heinrich Schäfer (1810–1887) für die Liebfrauenkirche in Freiburg-Günterstal erbaute Orgel, die zu diesem Zweck von der Firma Fischer & Krämer Orgelbau restauriert wurde. 1984 wurde sie geweiht.

## Gebäude
Die Saalkirche liegt inmitten des ehemaligen Friedhofs auf einem kleinen Hügel über der Hexentalstraße südlich des Pfarrhauses, im Westen von alten Linden beschirmt. Sie besitzt ein Walmdach und einen eingezogenen, dreiseitig geschlossenen Chor. Die westliche Fassade wird gemäß dem Stil von Johann Voß durch den etwas vortretenden Turm in ihrer Mitte gegliedert. Eine rundbogige Nische im Turm überfängt das Portal und darüber zwei Rundbogenfenster mit kleinteiliger Sprossenteilung. Über der Nische öffnet sich ein weiteres Rundbogenfenster. Es folgt nach oben ein schmales Gesims, dann das Glockengeschoss mit Paaren von Rundbogenfenstern auf allen vier Seiten, schließlich das Pyramidendach mit einem goldenen Knopf und Kreuz.

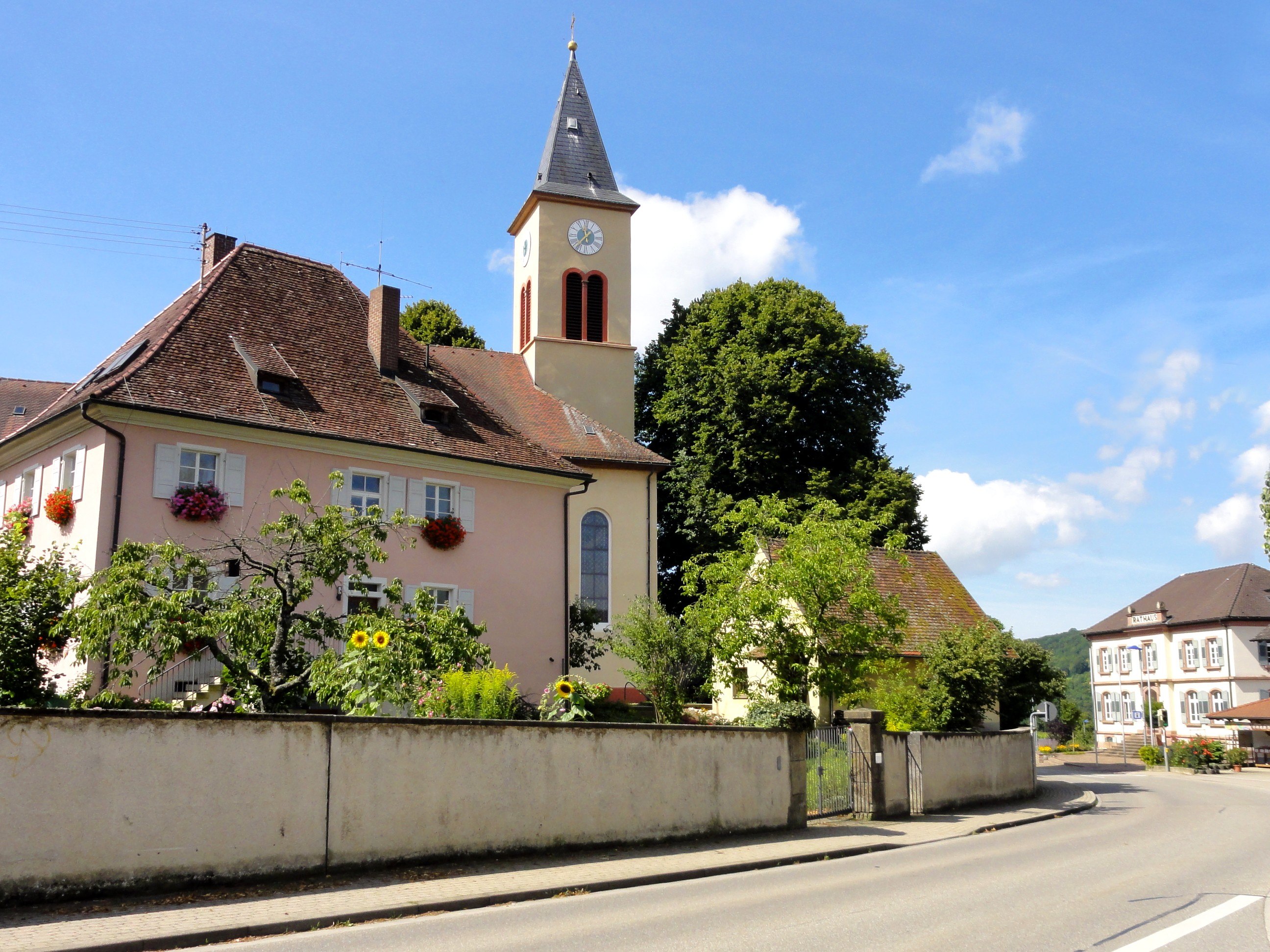
St. Hilarius und das Pfarrhaus; siehe das nebenstehende Kaschnitz-Zitat

Marie Luise Kaschnitz schildert das Ensemble bei einer imaginierten Wanderung von Westen nach Osten, talaufwärts:

„An meinem elften Arbeitstag werde ich (spät genug) eine Karte zeichnen, das Dorf, wie es zwischen den Abhängen des Schwarzwaldes und den Ausläufern des beim Einbruch des Rheintals vom Schwarzwaldmassiv abgestürzten Schönbergs liegt. <…>
ich werde deutlich machen, daß man sich auf solche Weise, auf meiner Karte und in Wirklichkeit, dem eigentlichen Dorfkern nähert, dem alten Schulhaus und jetzigen Rathaus, dem neuen, freundlichen Schulhaus und der Kirche, die sich auf einem ziemlich steilen Hügel zur Rechten erhebt
wonach ich auf meiner Karte die große Schleife andeute, die die Straße um den Pfarrgarten zieht, ehe sie zur eigentlichen Dorfstraße wird, mit Bauernhäusern rechts und links.“

Das Schiff besitzt jederseits fünf rundbogige, der Chor über Anbauten zu Dreiergruppen gekoppelte rundbogige Fenster, eine Kassettendecke, einen halbrunden Triumphbogen und eine westliche Orgelempore.
|  |  |

Vor dem Portal stehen ein Missionskreuz von 1852 und ein Grabstein für Pfarrer Fränznick, an der Südmauer des ehemaligen Friedhofs steht Fränznicks Ölberggruppe.

## Ausstattung
Den vom Nazarenerstil inspirierten Künstlern war es wichtig, „‚nur Andacht erregende Bilder hervorzubringen‘, denn jeder Künstler begriff seine Aufgabe in der Auffassung: ‚Ich male für fromme Gemüter.‘ Dafür mußten die heiligen Gestalten in ruhigem Zustand wiedergegeben werden. Handlungen sollten nicht vom Wesentlichen ablenken. Der Nazarener verstand sich als Verkünder der göttlichen Botschaft.“

### Wand- und Deckenmalerei
Hauptkünstler war der Freiburger Maler Anselm Endres (1865–1937). Die Wände überzog er mit einem Teppichmuster, das „Teppichfenster“ ergänzten. In den Feldern der Kassettendecke des Schiffs sind zentral Jesus segnend und die betende Maria dargestellt, umgeben von Sinnbildern aus der Lauretanischen Litanei. Ein Fries von Medaillons mit Symbolen umzieht oben die Schiffswände, während unten vierzehn Tafeln mit Kreuzwegstationen hängen.

Ausmalung des Chors
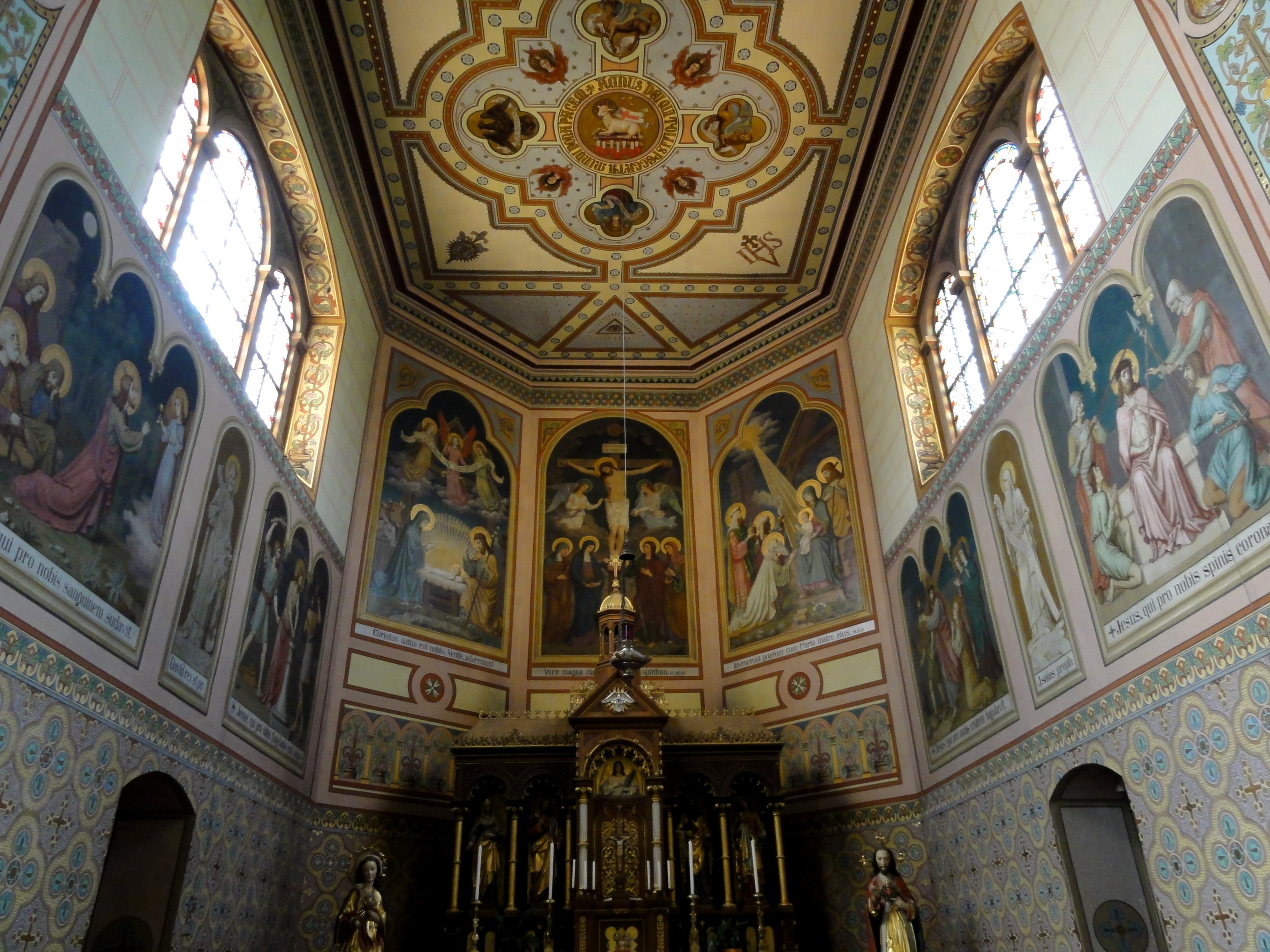
Gesamtbild
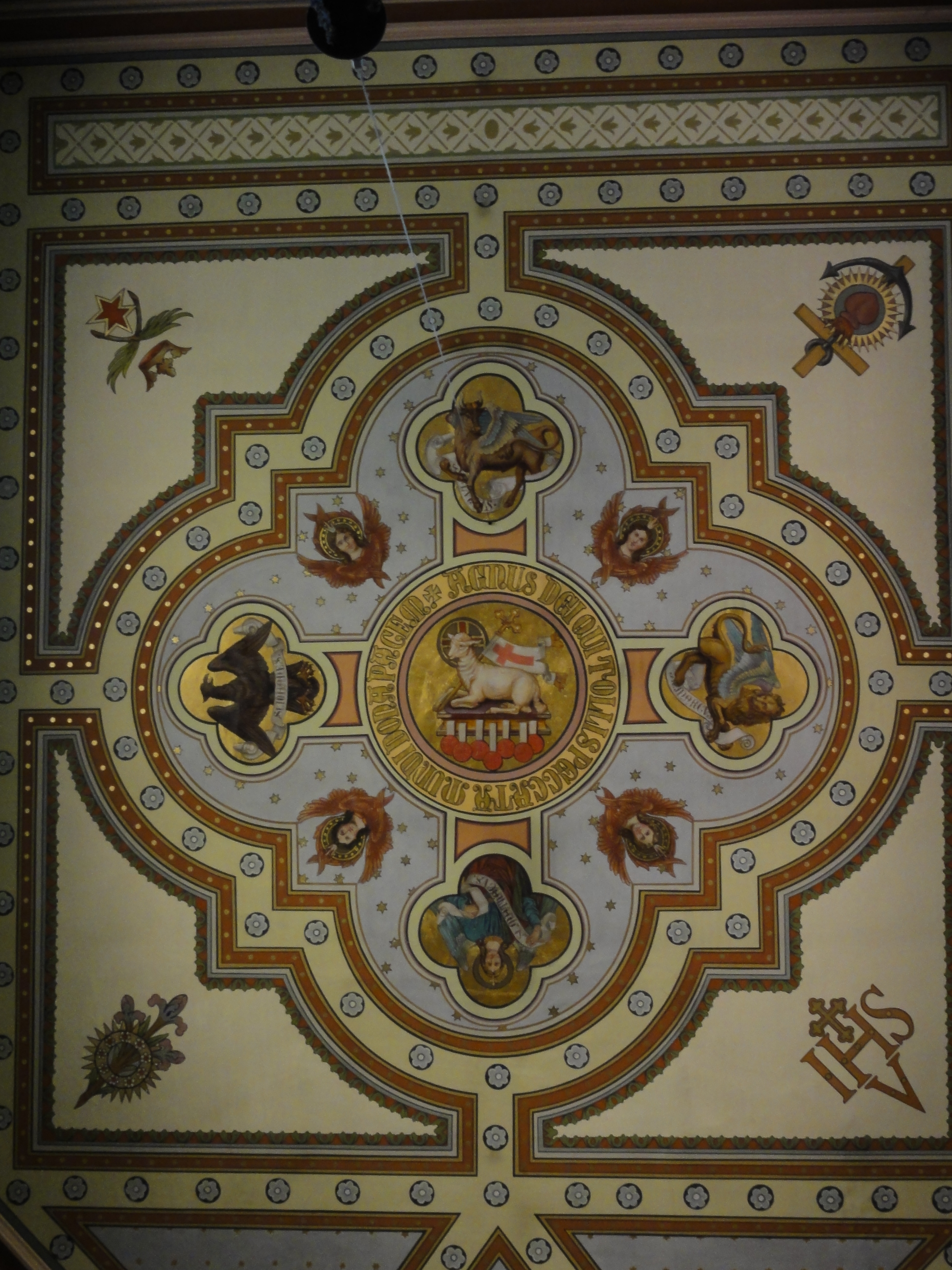
Decke
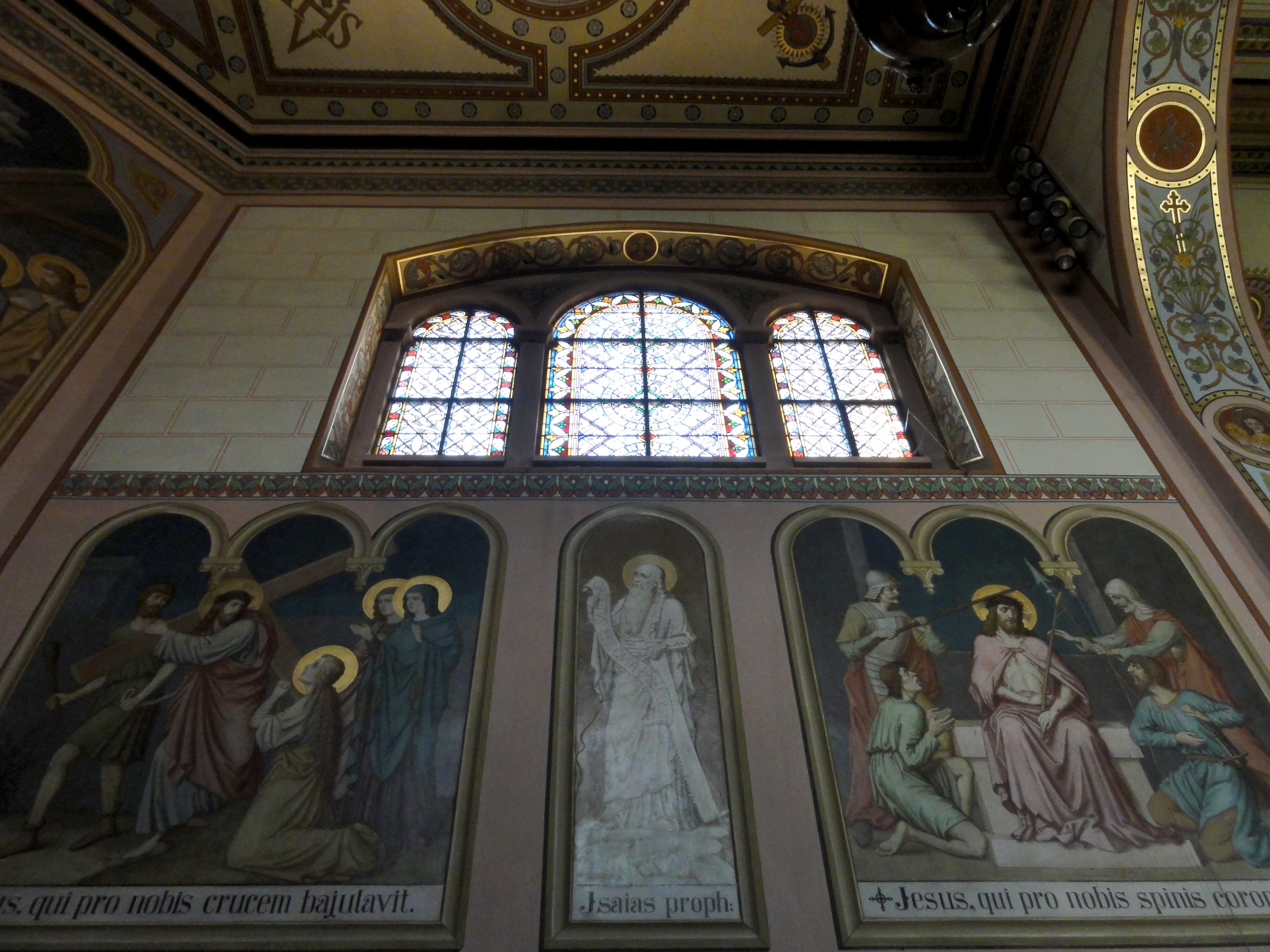
Südwand

Die Intensität der Darstellungen gipfelt im Chor, jenseits des mit Symbolen ausgemalten Triumphbogens. In der quadratischen Mitte der Decke thront das Lamm, Symbol Jesu, auf dem apokalyptischen Buch mit den sieben Siegeln (Offb 5,1 ). Es wird bei der Austeilung der Eucharistie angerufen: „Agnus dei, qui tollis peccata mundi“ – „Lamm Gottes, das du die Sünden der Welt trägst“. Es ist umgeben von den vier geheimnisvollen apokalyptischen Lebewesen Löwe, Stier, Mensch und Adler (Offb 4,6-8 ) und vier Engeln, dazu in den Ecken des Quadrats dem Jesusmonogramm IHS und – Zeichen für Glaube, Hoffnung und Liebe – Kreuz, Anker und Herz.
Über dem Hauptaltar hängt Jesus am Kreuz, von Engeln umschwebt, darunter seine Mutter Maria, Johannes und zwei weitere trauernde Frauen (Joh 19,25-27 ). An die Schrägwände malte der aus Bleibach stammende Joseph Schultis links die Weihnachtsszene, rechts die Anbetung der Könige (Mt 2,1-12 ). An die Seitenwände malte er Propheten und vier „Geheimnisse“ des schmerzhaften Rosenkranzes, nämlich
- links David, unterschrieben „Rex et Pr<opheta>“ – König und Prophet; sowie Jesus am Ölberg, unterschrieben „Jesus, qui pro nobis sanguinem sudavit“ – Jesus, der für uns Blut geschwitzt hat (Lk 22,44 EU) und die Geißelung, unterschrieben „Jesus, qui pro nobis flagellatus est“ – Jesus, der für uns gegeißelt worden ist (Joh 19,1 EU);
- rechts Jesaja, unterschrieben „Isaias proph.“; sowie die Dornenkrönung, unterschrieben „Jesus, qui pro nobis spinis coronatus est“ – Jesus, der für uns mit Dornen gekrönt worden ist (Joh 19,2 EU) und die Kreuztragung, unterschrieben „Jesus, qui pro nobis crucem baiulavit“ – Jesus, der für uns das Kreuz getragen hat (Joh 19,17 EU).

Das fünfte, letzte „Geheimnis“ des schmerzhaften Rosenkranzes ist das des Gemäldes über dem Altar: „Jesus, qui pro nobis crucifixus est“ – Jesus, der für uns gekreuzigt worden ist (Joh 19,18 ).

### Altäre

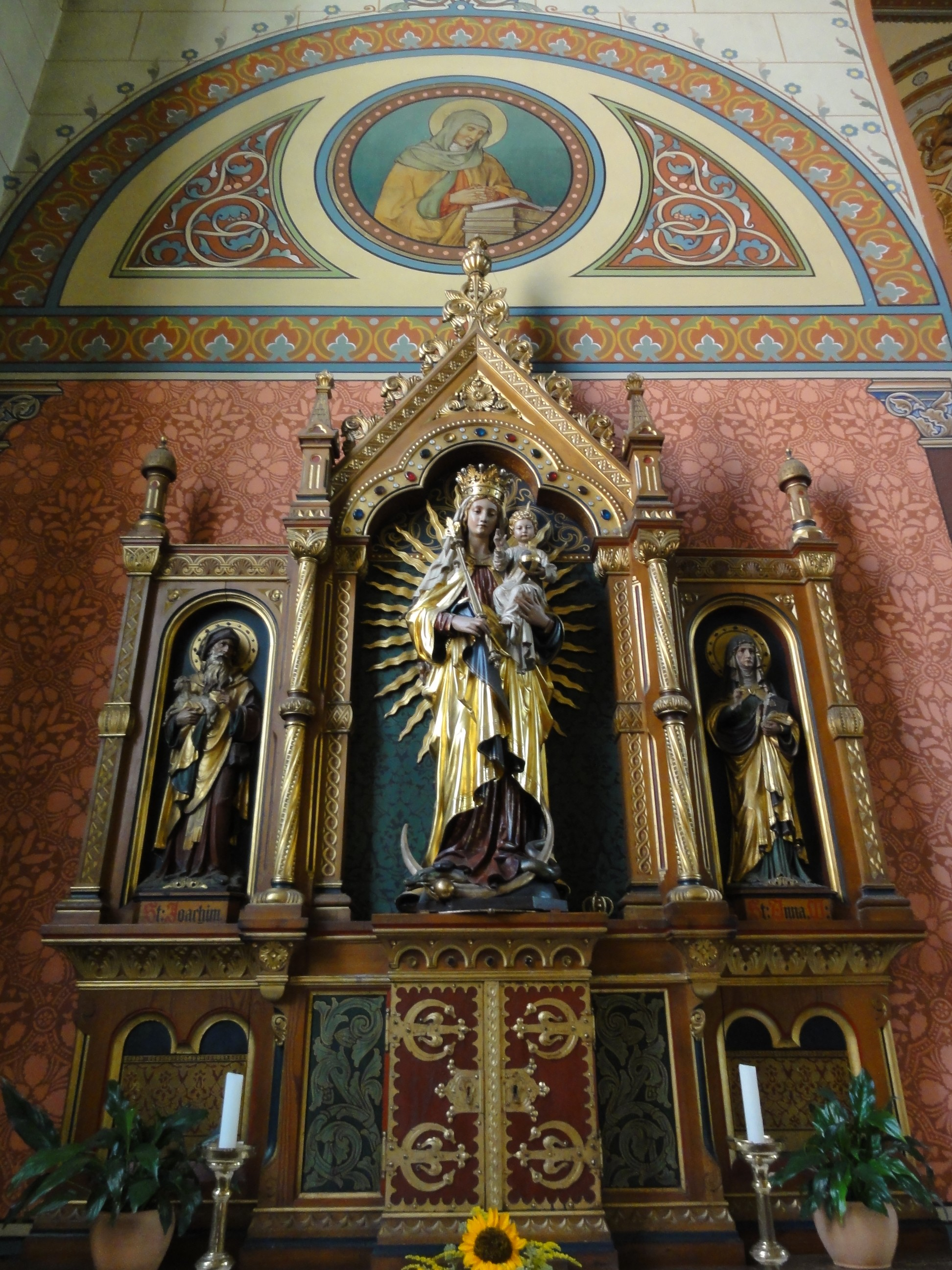
Linker Seitenaltar
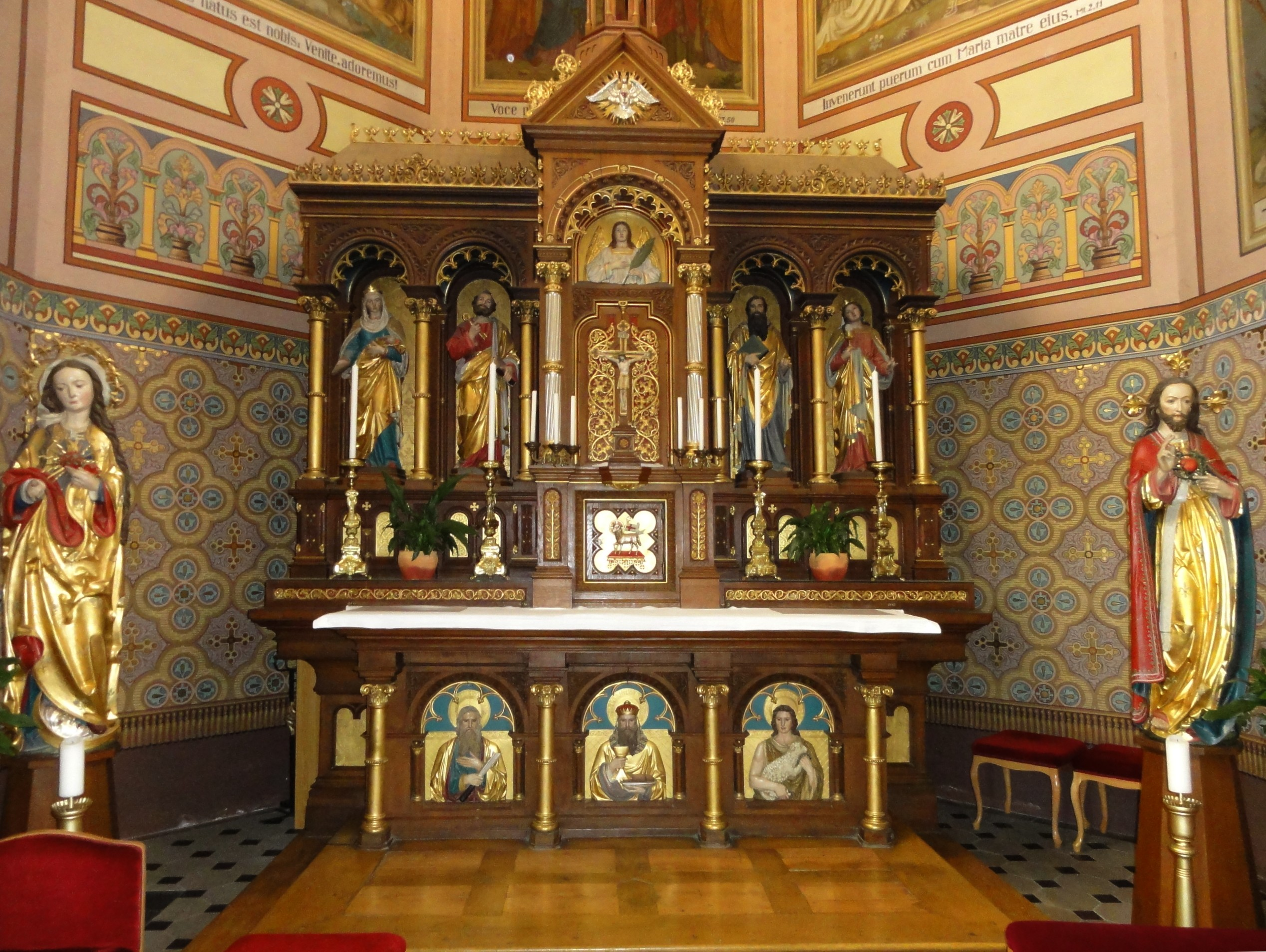
Hauptaltar
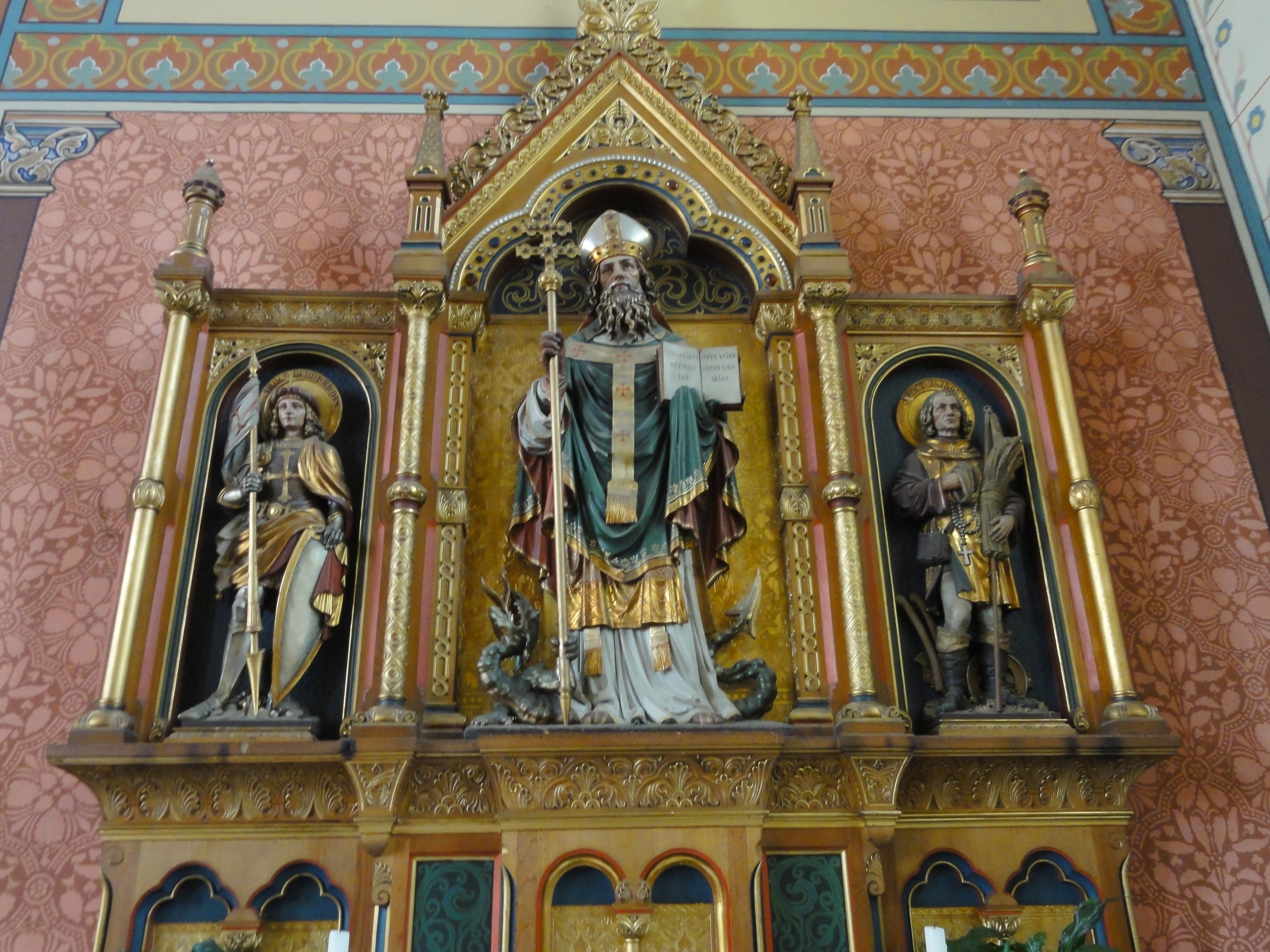
Rechter Seitenaltar

Im Hochaltar, wie die Nebenaltäre Werk von Franz Joseph Simmler und seinem Sohn Karl (* 1876), stehen Figuren der heiligen Elisabeth von Thüringen mit einem Brot und dem Blumenkörbchen ihres Rosenwunders, des Simon Petrus, Paulus und der Barbara von Nikomedien mit Kelch und Hostie. Auf der Predella sind drei alttestamentliche Präfigurationen, τύποι des Kreuzesopfers Christi dargestellt: die Opferung Isaaks (Gen 22,1-13 ), Melchisedeks Geschenk von Brot und Wein an Abraham (Gen 14,18-20 ) und Abels Opfer (Gen 4,3-5 ). Es sind jene drei Szenen, die schon um das Jahr 547 in den Mosaiken beim Altar von San Vitale in Ravenna auf das neutestamentliche Geschehen vordeuteten.
In der Mitte des linken Seitenaltars steht Maria als Himmelskönigin mit Krone und Zepter auf einer Mondsichel und einer Schlange. Links und rechts stehen ihre im Protoevangelium des Jakobus genannten Eltern Joachim und Anna, Joachim mit einem Schaf, das vielleicht auf sein Opferversprechen hinweist, sollte seine Frau schwanger werden, und Anna mit einem Buch. Über den Altar malte Anselm Andres ein weiteres Mal Anna mit einem Stapel Bücher.
Im rechten Seitenaltar wird der heilige Hilarius flankiert vom seligen Bernhard von Baden als Kreuzritter und dem heiligen Isidor von Madrid mit Ährengarbe, Dreschflegel, Hirtentasche, Pflug und Rosenkranz als Patron der Bollschweiler Bauern.

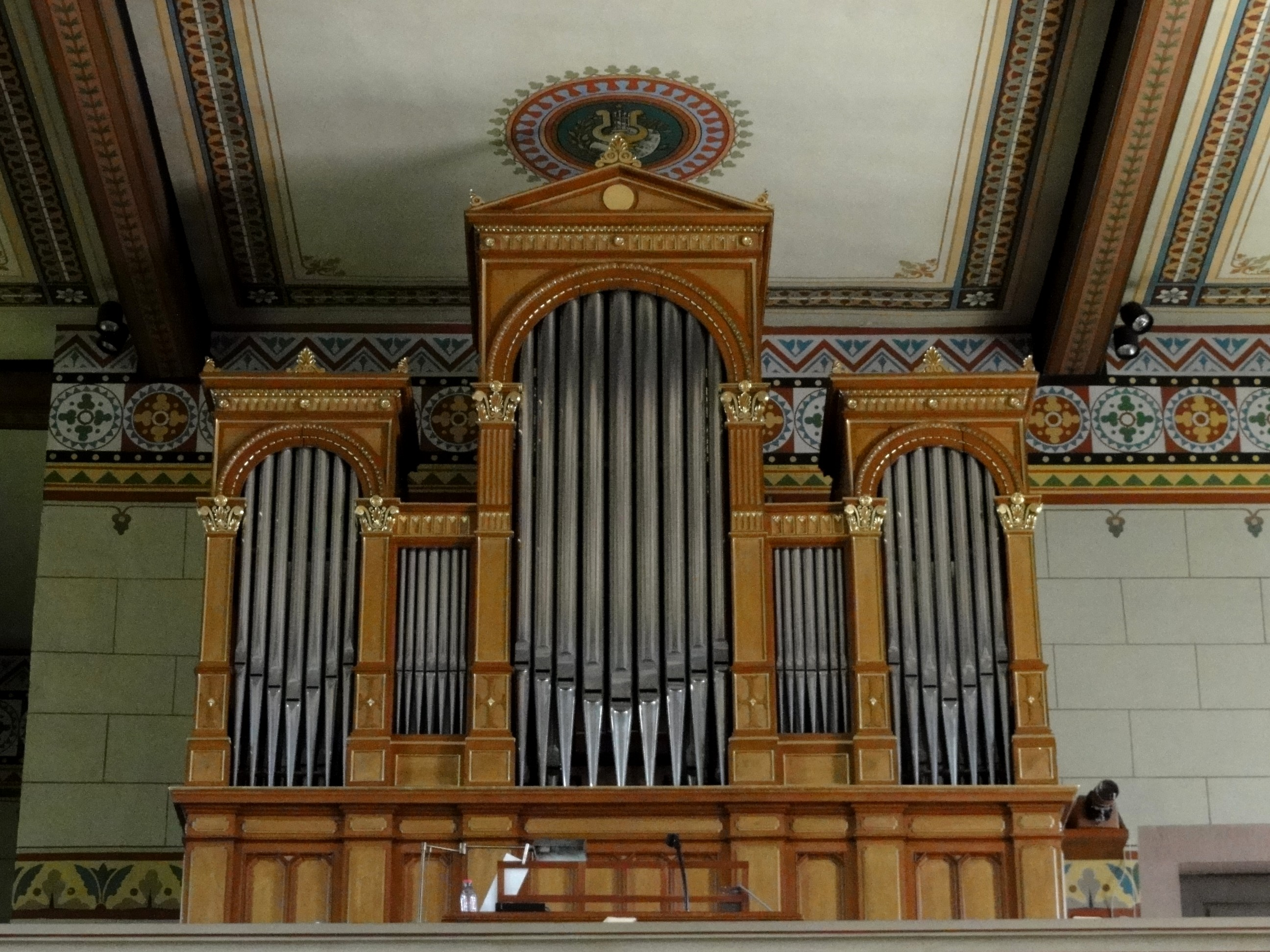
Orgelprospekt

### Orgel
Die zweimanualige mechanische Schleifladenorgel von St. Hilarius mit 911 Pfeifen in 15 Registern  wurde nicht für diese Kirche gebaut, sondern befand sich bis 1975 in der Liebfrauenkirche in Freiburg-Günterstal, wo sie 1868 vom Orgelbauer Johann-Heinrich Schäfer eingebaut worden war. Sie gelangte, nach einer Zwischenlagerung, 1984 nach Bollschweil, wo sie von der Firma Fischer & Krämer Orgelbau aufgestellt wurde und damit eine Orgel der Firma M. Welte & Söhne aus dem Jahr 1942 mit elektropneumatischen Kegelladen ersetzte. 2010 wurde das Werk durch Orgelbau Andreas Weber (Bollschweil) renoviert.

### Glocken
Das Geläute im Turm der Pfarrkirche besteht aus drei Glocken:
| Nr. | Name               | Gussjahr | Gießer, Gussort               | Masse   | Schlagton |
| --- | ------------------ | -------- | ----------------------------- | ------- | --------- |
| 1   | St. Hilarius       | 1923     | Benjamin Grüninger, Villingen | ∼400 kg | g’        |
| 2   | Maria              | 1948     | Rincker, Sinn                 | 0286 kg | h’        |
| 3   | Bernhard von Baden | 1923     | Benjamin Grüninger, Villingen | ∼170 kg | d‘’       |

### Sonstiges
Die Kanzel zeugt noch „von der schlichten Ausstattung der Kirche, die <…> Glänz zur Benediktion <…> geliefert hatte.“ Den kreuztragenden Jesus („Kreuzschlepper“) in einer Kapelle zu Seiten des Turmes schnitzte Joseph Dettlinger. Von ihm stammen auch die Figuren der Ölberggruppe neben der Kirche und vermutlich die Herz-Jesu- und Herz-Mariä-Statuen im Chor.
Bei der Gesamtrenovierung ab 1982 erhielt St. Hilarius einen neuen Zelebrationsaltar des Bildhauers Frido Lehr und seiner Frau. Die Dekoration – außer Trauben und Weinblättern Stacheldraht – erinnert an den Märtyrer des Nationalsozialismus Anton Maria Fränznick. In der Bodenplatte unter dem Altar steht: „Niemand liebt mehr als der, der sein Leben opfert Joh. 15, 13. Pfarrer A. M. Fränznick zum Gedenken. Er starb am 27. Januar 1944 im KZ Dachau.“

## Würdigung
Nach Brommer birgt die in der schlichten Formensprache der Karlsruher Schule Weinbrenners errichtete Kirche im Inneren eine erfreulich einheitliche, bemerkenswerte Ausstattung in einem späten Nazarenerstil. Auch die nachträglich eingebaute Orgel füge sich gut in diesen Stil ein. Es sei ein Verdienst aller Ortsgeistlichen seit Melos, dass sie erhalten blieb und den Kirchenraum nach wie vor prägt.